# Апрофен
Апрофен (Aprophenum) — 2,2-дифенилпропионовой кислоты N,N-диэтиламиноэтилового эфира гидрохлорид — боевой специфический антидот и м- и н-холиноблокатор (антихолинергическое средство). Препарат применялся для защиты от нервно-паралитических агентов (таких как зарин, зоман, VX) в условиях химической войны. Допускается замена на атропин (не более трёх доз).
Синонимы: aprofenum, aprofene.

## История
Апрофен был разработан в СССР во Всесоюзном научно-исследовательском химико-фармацевтическом институте имени Серго Орджоникидзе (ныне ОАО «ЦХЛС-ВНИХФИ»). Его применение в медицинской и военной практике получило разрешение приказом Минздрава СССР от 17.03.1970 № 151. В связи с проявляемыми побочными эффектами (головокружение, ощущение опьянения) в 1998 году Апрофен был включён в Список психотропных веществ, оборот которых в Российской Федерации ограничен.

## Физические и химические свойства
Апрофен представляет собой белый кристаллический порошок, легко растворимый в воде и спирте. Водные растворы (pH 3,7—4,7) стерилизуют при температуре +100 °C в течение 30 минут.

## Фармакологическое действие
Апрофен действует как блокатор м- и н-холинорецепторов из группы третичных аминов, оказывая как периферическое, так и центральное холиноблокирующее действие. Препарат обладает спазмолитическим и сосудорасширяющим эффектами:
- Расширяет коронарные и мозговые артерии.
- Вызывает повышение тонуса и усиление сокращений матки, способствуя быстрому раскрытию шейки матки в первом периоде родов.
- Снижает тонус и сократимость гладкой мускулатуры желудочно-кишечного тракта.

По периферическому холинолитическому эффекту Апрофен более активен, чем спазмолитин, а по расширению коронарных сосудов — превосходит как спазмолитин, так и папаверин.

## Показания к применению
Апрофен применяется при:
- Спазмах органов брюшной полости, таких как спастические колиты, холецистит, почечные и печёночные колики, спастическая дискинезия желудочно-кишечного тракта, язвенная болезнь желудка и двенадцатиперстной кишки.
- Спазмах сосудов, в том числе при эндартериите и спазмах сосудов головного мозга.
- Акушерско-гинекологической практике для стимулирования родовой деятельности, когда препарат, усиливая сокращения матки, способствует быстрому раскрытию шейки матки в первом периоде родов.

## Противопоказания
Апрофен противопоказан при:
- Гиперчувствительности к компонентам препарата.
- Закрытоугольной глаукоме.
- Гиперплазии предстательной железы.
- Острой почечной и печеночной недостаточности.

## Способ применения и дозировки
Апрофен назначают внутрь после еды в дозе 0,025 г 2–4 раза в день. При необходимости препарат также вводят под кожу или внутримышечно по 0,5–1 мл 1 % раствора.
Максимальные дозы для взрослых:
- Внутрь: разовая доза 0,03 г, суточная 0,1 г.
- Под кожу или внутримышечно: разовая доза 0,02 г, суточная 0,06 г.

Препарат начинает действовать через 20–30 минут после приёма, а эффект сохраняется в течение 4–5 часов.

## Побочное действие
При применении Апрофена возможны следующие побочные эффекты:
- Сухость во рту, затруднения при глотании.
- Дисфагия и жажда.
- Раздражение слизистой желудка, запоры.
- Парез аккомодации и диспепсия.
- Головокружение, нарушения координации движений.
- Седация (которая может быть ослаблена назначением кофеина — внутрь 100–200 мг или 1 мл 20 % раствора перорально/подкожно).
- Повышение внутриглазного давления и расширение зрачков.

## Хранение
Апрофен хранится в Список Б в хорошо укупоренной таре, предохраняющей от воздействия света.